# Теодор Лімперг
Теод́ор Л́імперг (нід. Théodore Limperg; 21 грудня 1879, Амстердам —6 грудня 1961, Амстердам) — нідерландський бухгалтер. Професор в галузі ділової економіки в Амстердамському університеті. Відомий за внесок в міжнародну полеміку щодо відновної вартості у 20-х роках XIX ст.

## Біографія
Теодор Лемперг народився наприкінці 1879 року. Був сином Зеодоруса Лімперга, головного адміністратора в Амстердамі, і Матілди Спейджер. Оскільки ім'я його батька і його були майже подібні, він назвав себе Th. Лімперг молодший протягом його життя. Здобув вищу освіту в 1897 році в Комерційної Середній школі, і в 1900 році отримав навчальну ліцензію з бухгалтерському обліку. У тому ж самому році він почав своє навчання на бухгалтера — експерта в голландському Інституті Бухгалтерів (Nederlands Instituut van Accountants NIvA, що був раніше відомий як the Nederlands Instituut van Registeraccountants NIVRA), і отримав ступінь в 1904 році.
Лімперг почав працювати помічником бухгалтера, щоб отримати практичний досвід. У 1901 році його допустили до Інституту Бухгалтерів Нідерландів і він почав працювати в бухгалтерській фірмі Volmer & Co. Кілька років по тому з його молодшим братом, який став аудитором, він заснував фірму Т. і Л. Лімперг. Ця компанія злилася в 1970 році з Moret, De Jong & Starke до Moret & Limperg, яка в кінцевому рахунку злилася в Ernst & Young. У 1922 році Лімперг був призначений професором Економіки підприємств в Муніципальному Амстердамському університеті, в наш час Амстердамському університеті. Він закінчив свою роботу як практикуючий бухгалтер в фірмі Т. і Л. Лімперг. На додаток до його професорства він служив в різних адміністративних і консультативних положеннях.
Під час Другої світової війни в Сенаті Муніципального Амстердамського університету він був однією з провідних фігур в руху опорі проти німців. Він був звільнений з посади в квітні 1943 року і був змушений переховуватися. Його син, архітектор Коен Лімперг, належав до групи опору, яка організувала напад на Амстердамське Резидентське бюро реєстрації в 1943 році. Він був пізніше захоплений і страчений 1 липня 1943 року в Овервені.
Після Дня Визволення ЛІмперг продовжив роботу професором знову і пропрацював ще п'ять років до його пенсії в 1950 році.
Лімперг одружувався двічі: в 1906 році з Еммою Алтінк (померла в 1947 р.), і в 1953 році з Маргеріт Ізабель Марі Госсан. У нього було троє дітей. Крім Коена у нього був син Тео, який був адвокатом і спеціалізувався на законі про авторське право, і дочка Емма, перша вчителька економіки, а пізніше лекторка у Вагенінгені.

## Робота
Ідеї Лімперга у галузі бухгалтерії в цілому мали велике значення для розвитку бухгалтерії та економіки підприємств в Нідерландах. Однак, його роботи публікувалися не часто. Зібрання творів Лімперга було в основному зроблено із приміток, написаних його учнями. Економічні теорії Лімперга стали добре відомими через роботи його студентів, особливо завдяки роботі Селомона Клірекопера. Лімперга назвали «батьком голландських бухгалтерів». Наріжним каменем його роботи є його теорія про відновну вартість.

## Бухгалтерія
Лімперг хотів вивести бухгалтерську практику та теорію на вищий рівень. Він опублікував серію статей, починаючи з 1905 року, у щойно створеному журналі «Бухгалтерський облік» про майбутній напрямок професії та її вимоги. Також він приділяв увагу відносинам між бухгалтерією та суспільством. Лімперг стверджував, що аудиторські звіти повинні готуватися не тільки для прямих клієнтів, але й для всіх, хто хоче звернути увагу. Аудитор повинен бути «vertrouwensman van het maatschappelijk verkeer» (можна перекласти як «розпорядник від імені суспільства»)
У 1905 році став головним редактором журналу «Бухгалтерський облік». У своїх статтях він критикував Нідерландський інститут дипломованих бухгалтерів (Nederlands Instituut van Accountants NIvA), членом якого він також був. Інститут не сприймав це як належне. Коли правління інституту вступило в конфлікт з однодумцем Йоганнесом Герардусом Чарльзом Фольмером, Лімперг обрав його сторону. У 1906 році Лімперг був звільнений керівництвом інституту дипломованих бухгалтерів. Багато інших членів наслідували його приклад і пішли у відставку. У тому ж році ці дисиденти спільно заснували Нідерландський інститут бухгалтерів (Nederlandsche Accountants-Vereeniging NAV).
У наступні роки Лімперг сформвав модель бухгалтерської організації. «Бухгалтерський журнал» став головним журналом асоціації. Nederlandsche Accountants-Vereeniging дотримувалася суворих вимог до вступу та проводила власні іспити. Дисциплінарна комісія контролювала поведінку її членів. У 1919 році Nederlandsche Accountants-Vereeniging об'єдналися в Nederlands Instituut van Accountants. З об'єднанням нові методи, стандарти якості для членства та дисциплінарної ради стали стандартною практикою.
У 1923 році після суперечки з видавцем Лімперг започаткував новий щомісячний бухгалтерський журнал під назвою Maandblad voor Accountancy en Bedrijfseconomie (MAB), який існує й донині.

## Освіта в області торгівлі
Окрім роботи в області бухгалтерії, Лімперг брав участь у підвищення якості голландського освіти в області бізнесу та торгівлі на академічному рівні в окремому університеті. У 1913 він досяг свого, коли в Роттердамі була заснована Нідерландська школа торгівлі, яка в 1973 стала Університетом імені Еразма Роттердамського. У 1921 в Амстердамському університеті новий Факультет Торгової науки (Faculteit der Handelswetenschappen), який пізніше стане Факультетом Економіки та економетрики, почав навчальний процес.
Лімперг залишив свій слід в організації та розвитку нового факультету. Він запропонував додатково навчання аудиторів, яке почалося в 1929 і запропонувало змінити його назву на Факультет Економіки, що було здійснено в 1935. З 1987 року має назву Факультет Економіки та Економетрики. Лімперг був прапороносцем «амстердамської школи», яка мала на меті розробити всеосяжну і внутрішньо несуперечливу теорію підприємництва, засновану на кількох фундаментальних економічних аксіомах. Це відрізнялося від підходу, що застосовувався у Роттердамі та був більш орієнтований на практику та прагматичний характер.

## Відновна вартість
За його часів будівлі, машини та інвентар на балансі традиційно оцінювалися за первісною вартістю; витрати, сплачені на виробництво або придбання товару в минулому. Іншу, кращу систему вартості можна визначити на основі відновної вартості; ціна, яку б заплатили за виробництво або придбання предмета зараз. Як наслідок, активи компанії повинні регулярно переоцінюватися. Це забезпечує резерв переоцінки, який є частиною власного капіталу.
Ця ідея виникла не у Лімперга: висока інфляція під час і після Першої світової війни спричинила у багатьох країнах усвідомлення обмежень бухгалтерії на основі витрат. У ситуації високої інфляції можна повідомити про високі прибутки від продажу запасів, придбаних за нижчими цінами, але якщо фірмі доведеться замінити продані запаси за більш високими цінами, щоб продовжувати свою діяльність, високі прибутки не відображають структурну прибутковість фірми. Таким чином, ці завищені цифри прибутку становлять складність у прийнятті економічних рішень. Лімперг розвинув це практичне спостереження в загальну теорію вартості та прибутку.
У своїй теорії вартості він стверджував, що вартість активу для його власника є найнижчою з відновної вартості та вартості, яку актив може створити при продажу або використанні для виробництва іншої продукції для продажу. Якщо вартість заміщення активу вища за вартість, яку він може створити, заміна активу під час продажу або використання не є економічно раціональною. Можливо, було б раціонально продовжувати використовувати актив до кінця терміну його використання, але до цього часу його вартість буде базуватися на вартості, яку він може створити, а не на вартості заміни. І навпаки, коли вартість заміщення активу нижча за вартість, яку він може створити, економічно раціонально замінити його під час продажу або використання. Це робить відновну вартість відповідним показником вартості активу для фірми, оскільки ця вартість представлятиме економічну жертву, яку фірма приносить під час обміну активу на інший актив або готівку, коли використовує його для виробництва запасів для продажу. Ця концепція цінності, а також основні міркування дуже нагадують концепцію втрати вартості, розроблену в англомовній бухгалтерській літературі з 1930-х років.
З цієї теорії вартості Лімперг вивів свою теорію прибутку. Витрати, які вираховуються з виручки від реалізації при визначенні прибутку, повинні базуватися на вартості активів, проданих або використаних у виробництві. «Вартість» зазвичай дорівнює вартості заміни, оскільки звичайна ситуація в бізнесі є безперервною. Ось чому на практиці теорію Лімперга часто називають «теорією відновної вартості». Однак він обережно зазначив, що теорія базується на більш загальній концепції вартості. Центральне припущення в теорії прибутку Лімперга полягає в тому, що головною функцією обчислення прибутку фірми є визначення суми прибутку, що підлягає розподілу, напр. виплата дивідендів у товаристві з обмеженою відповідальністю. Критерієм розподілу прибутку, за Лімпергом, є те, що він повинен залишати виробничі можливості фірми недоторканими, якщо це економічно раціонально. Це знову вказує на використання вартості заміни: якщо заміна має відбутися за цінами, вищими за історичну вартість, фірма не повинна виплачувати власникам кошти, які знадобляться для фінансування заміни. Наслідком цієї точки зору є те, що збільшення вартості не визнається як прибуток, навіть якщо воно реалізується шляхом продажу або амортизації активу. Ці збільшення залишаються частиною нерозподіленого резерву переоцінки до тих пір, поки фірма очікує продовжити заміну активів.
Ідеї Лімперга мали вирішальний вплив на метод калькуляції собівартості та визначення прибутку в кількох голландських компаніях, у тому числі Philips до 1992 року.
До 2015 року, відображаючи вплив поглядів Лімперга на вартість і прибуток, закон Нідерландів про компанії пропонував вибір для більшості активів між оцінкою за історичною вартістю та оцінкою за вартістю відновлення. Під впливом європейського законодавства обсяг опції був скорочений. Хоча переоцінка деяких активів все ще дозволена, концепції вартості, які будуть використовуватися, більше не стосуються теорії вартості Лімперга.
Міжнародні стандарти фінансової звітності (МСФЗ) містять відлуння поглядів Лімперга. МСФЗО 16 «Основні засоби» дозволяє вибирати між оцінкою за собівартістю та за справедливою вартістю. Якщо вибрано варіант справедливої вартості, збільшення вартості не визнається як прибуток, а витрати на амортизацію розраховуються на основі переоціненої суми. Збільшення вартості, визнане у складі власного капіталу за межами прибутку або збитку, не визнається як прибуток після реалізації.

## Відомі студенти Лімперга
Деякі найбільш відомі студенти Лімперга.
- Абрахам Мі (1890—1971), викладач в Амстердамському університеті
- Селомон Клірекопер (1893—1970), викладач в Амстердамському університеті
- Анрі Йохан ван дер Шроев (1900—1974), викладач в Амстердамському університеті
- Джейкоб Луї Мі (1900—1966), викладач у Гронінгенському університеті до 1964, а потім у Делфтському технічному університеті
- Джеймс Франциск Хакку (1903—1972), викладач в Амстердамському університеті
- Луї Жак Циммерман (1913—1998), викладач в Амстердамському університеті
- Йоп Клант (1915—1994), викладач в Амстердамському університеті, також письменник
- Джерард Леонард Гроеневелд (1904—1989), викладач в католицькому університеті у Тілбурзі, автор зібрання робіт Лімперга

Оскільки багато прихильників теорій Лімперга викладали в Амстердамському університеті (як сам Лімперг), їх часто називають «Амстердамської Школою» бухгалтерії.

## Політичні погляди
Лімперг може розглядатися у багатьох відношеннях як соціал-демократ. Він не підкреслював свої політичні погляди, щоб підтримувати свою позицію вченого, але він мав чітку політичну позицію. У листопаді 1938 році він у співавторстві з чотирнадцять іншими авторами (серед них наступний міністр фінансів Піт Ліфтінк) написав відкритий лист уряду щодо політики державних фінансів. Маніфест виступив проти консервативної політики, просунутої прямими радниками уряду, і закликав до більш активної економічної політики. Лімпергтакож підтримав Трудовий План (Plan van de Arbeid), план боротися з економічним кризою, складений Хейном Восом і Яном Тінбеґеном на початку тридцятих.
Після Другої світової війни Limperg зайняв місце в Раді піклувальників наукового відділу Недерлендса Вербонда ван Веквереніджінджена (голландська Конфедерація Профспілки).

## Визнання
Робота Лімперга отримала визнання. У 1935 він був призначений почесним президентом Міжнародного комітету наукових організацій (Comité International de l'Organisation Scientifique). Нідерландська Школа Торгівлі (тепер Університет імені Еразма Роттердамського) нагородила його почесним докторським ступенем у 1947. У 1950 він отримав Медаль Уоллеса Кларка за свій міжнародний внесок в наукову організацію праці.
Голландський міжуніверситетський інститут бухгалтерського обліку носить його назву: Limperg Institute. Цей інститут, в якому співпрацюють п'ять університетів і Нідерландська асоціація аудиторів (NBA), координує курси голландської аспірантури з бухгалтерського обліку. Інститут організовує щорічний День Лімперга, на якому медаллю Лімперга вручається особа, яка внесла значний внесок у наукові дослідження в галузі бухгалтерського обліку та аудиту.